# 198634 Burgaymarta
198634 Burgaymarta este o planetă minoră (asteroid) din centura de asteroizi. A fost descoperită pe 15 ianuarie 2005 la Borbona de Borbona. 
Obiectul prezintă o orbită caracterizată de o semiaxă mare de 3,009369016266 UAi, o excentricitate de 0,06, o înclinație de 8,9 ° în raport cu ecliptica.